# Csapody István (orvos, 1892–1970)
Fejéregyházi ifj. Csapody István Zoltán Béla (Budapest, 1892. május 3. – Budapest, 1970. február 27.) magyar orvos, szemész, egyetemi tanár. Az orvostudományok kandidátusa (1952), az orvostudományok doktora (1954).

## Életpályája
1913–1918 között a Budapesti Tudományegyetem Szemklinikáján Grósz Emil munkatársa volt. 1915-ben diplomázott a Budapesti Tudományegyetem Orvostudományi Karán. Az első világháború alatt (1914–1918) az olasz fronton a 3. honvéd-gyalogezred zászlóaljorvos-főnökeként teljesített szolgálatot. 1918–1919 között pozsonyi Erzsébet Tudományegyetem Szemklinikáján Imre József tanársegéde volt. 1919–1924 között – az összeomlás után – a budapesti Állami Szemkórházban Blaskovics László tanársegédjeként dolgozott. 1923-ban a szemészeti diagnosztika tárgykörben magántanári képesítést szerzett. 1923–1925 között a Magyar Szemorvostársaság főtitkára, 1947–1950 között elnöke volt. 1923–1934 között a pécsi Erzsébet Tudományegyetem magántanára volt. 1924–1929 között a budapesti Szent István Kórház és a Szent László Kórház szemész főorvosa volt. 1929–1936 között a Pázmány Péter Tudományegyetem magántanára volt. 1929–1960 között a Szent János Kórház Szemészeti Osztályának osztályvezető főorvosa volt. 1930-ban Ausztriában, Németországban és Svájcban volt tanulmányúton. 1936–1950 között a szemészeti műtéttan címzetes nyilvános rendkívüli tanára volt. 1960-ban nyugalomba vonult.

### Munkássága
Főleg klinikai és műtéttani problémák foglalkoztatták. Kidolgozta az élő szemről való mintavételt kontakt üvegek céljára. Tanulmányozta a pajzsmirigyműködés és a zöldhályog-keletkezés összefüggését, a szem maródásos sérüléseit, az ideghártya-leválást. Közel 200 szakközleménye, több könyve, illetve könyvfejezete jelent meg. Kiegészítette és sajtó alá rendezte Csapody István: Látás-próbák című könyvét (Budapest, 1923, 1943).

## Családja
A nemesi származású fejéregyházi Csapody családban született. Szülei id. Csapody István (1856–1912) orvos, szemész és Allaga Vilma (1868–1942) írónő voltak. Testvérei Csapody Vera (1890–1985) grafikus, Csapodi Csaba (1910–2004) irodalomtörténész, könyvtáros, kodikológus, illetve Csapodi Éva (1891–1979), Csapodi Géza (1896–1920), Sztrilich Pálné Csapody Hedvig (1903–1997), Csapodi Etele (1905–1985) voltak. 1924. október 12-én, Budapesten házasságot kötött Mócsy Márta (1897–1980) orvossal. Fia: Csapodi István (1928–) orvos, szemész. Leánya: Csapodi Márta (1925–).
Sírja a Farkasréti temetőben található (20/2-1-544).

## Művei
- Csapody-féle olvasópróbák (szerkesztette, Budapest, 1923)
- A trachomások eloszlása (Orvosi Hetilap, 1924)
- Tapasztalatok szemhéjoperálások közben (Grósz Emil Emlékkönyv; Budapest, 1925)
- Szemüreg-alkotás. – Röntgen-felvételek az arc verőereiről (Orvosi Hetilap, 1926)
- Szemorvos és iskola (Népegészségügy, 1927)
- Az ideghártya-leválás kezelése (Szemészet, 1928)
- A belgyógyászat és a szemészet viszonyáról. – Az iskola-szemészet munkája és céljai (Budapesti Orvosi Ujság, 1928)
- Öntvények élő szemről érintkező szemüvegek rendelése céljából (Orvosi Hetilap, 1929)
- A szemzugi szalag megereszkedése. Blepharophimosis medialis. (Orvosi Hetilap, 1931)
- Adatok az ideghártya-szakadások keletkezéséhez. – Ideghártya-leválás és terhesség (Budapesti Orvosi Ujság, 1932)
- A szem rákjairól (Rákbetegségek. Budapest, 1932)
- Élőszem megmintázása (Orvosi Hetilap, 1933)
- A tanulók szeme (Az iskoláskor egészségügye. Budapest, 1933)
- Mihályhegyi Géza: A szem védelme, ápolása és kozmetikája (Előszó; Budapest, 1934)
- A közellátóság keletkezése (Orvosképzés, 1934)
- A szemészet magyar műszói (Budapest, 1934)
- Vendégszem-illesztés bőrből pótolt kötőhártya-zsákba (Budapesti Orvosi Ujság, 1935)
- A felemás fénytörés javítása (Szemészet, 1935)
- A rosszlátású tanulók külön oktatása (Jó Egészség, 1937)
- A szemorvosi hivatásról és operálásra nevelésről (Szemészet, 1938; külön: Budapest, 1938)
- Egy szemosztály tízévi működése és része a szemorvos-képzésben (Szemészet, 1940)
- Sárgafolti látóhártya-szakadás és leválás három operált esete (Gyógyászat, 1940)
- Szokatlan műtéti feladatok (Szemészet, 1940)
- Berufsleben des Augenarztes. Eine ophthalmologische Ethik und Pädagogik (Stuttgart, 1941)
- Diathermiált operált érhártyadaganat (Orvosi Hetilap, 1941. 12.)
- Szembajok gyógykezelése (Gyógyszerek és gyógyítás. Budapest, 1941; külön: Budapest, 1941)
- Egy ötvenéves magyar szemészeti kézikönyv (Szemészet, 1942)
- Szemüregi plasztikák. 70 eset tanulságai. 4 táblával. (Közkórházi Orvostársulat Évkönyve. Budapest, 1942)
- A szemüreg-plasztikáról (Orvosképzés, 1943)
- Látáspróbák. Többnyelvű olvasókönyv. Falitáblák. Id. Csapody István művét átdolgozta (5. kiadás: Budapest, 1943; 6. kiadás: 1960; 7. átdolgozott kiadás: 1980)
- A látóhártya-leválás vizsgálata (Orvosok Lapja, 1946)
- Régóta észlelt glaukoma-esetek tanulságai. – A hályogműtét sebének gyógyítása (Orvosok Lapja, 1947)
- A vakok rehabilitációja (Iparegészségügy, 1949)
- A szemészi kórhatározás és hibái (Orvosi Hetilap, 1950. 43.)
- Szemészeti vizsgálólámpa. Újítás. (Orvosi Hetilap, 1951. 31.)
- Nagyfokú közellátó szemek hályogműtéte (Szemészet, 1952)
- A szemészeti műtéttan fejlődése (Budapest, 1952)
- Écriture et opération (Zeitschrift für Psychologie, 1953)
- Szemüregi plasztikák. Monográfia és doktori értekezés is. (Budapest, 1953; 2. javított kiadás: Budapest, 1956; németül: Augenhöhenplastik. Budapest, 1953; 2. javított kiadás: 1956)
- Gyermek-kollektívák és trachoma (Hodászy Józseffel; Népegészségügy, 1955)
- Hatvan év hályogműtétei (Szemészet, 1956)
- A glaukomáról (Orvosi Hetilap, 1957. 35.)
- A szem gümőkórja (A gümőkór. Budapest, 1959)
- A szemészet fejlődése (Orvosi Hetilap, 1959. 26.)
- Sebrepedések ellátása, sebzáró U-varrat (Erőss Sándorral; Szemészet, 1960)
- A szimpátiás szemgyulladásról (Erőss Sándorral, Kálló Antallal; Orvosképzés, 1961)
- Koraszülöttek retinopathiája (Orvosi Hetilap, 1963. 13.)
- Szemész életrajzom. Munkáim jegyzéke. (Orvostörténeti Közlemények, 2001)

## Díjai, elismerései
- Semmelweis-emlékplakett (1942)[7]